# Flyulykken ved Ramstein Air Base
 Der er for få eller ingen kildehenvisninger i denne artikel, hvilket er et problem. Du kan hjælpe ved at angive troværdige kilder til de påstande, som fremføres i artiklen.

Flyulykken ved Ramstein Air Base var en flyulykke der indtrådte den 28. august 1988 på Ramstein Air Base nær Kaiserslautern i den tyske delstat Rheinland-Pfalz, hvor 70 mennesker blev dræbt og flere hundrede alvorligt såret. Ulykken skete under en flyopvisning, da tre italienske fly af typen Aermacchi MB-339 skulle udføre et hjerteformet flyvemønster; dette mislykkedes, og flyene kolliderede over en bakke og styrtede ned. Et af flyene ramte jorden tæt ved publikum og fortsatte brændende ind i folkemængden. Udover de tre piloter døde 67 personer, og ca. 1.000 kom til skade, heraf 346 med alvorlige skader.
Flyopvisningen blev overværet af et publikum på op mod 300.000 personer. 

## Afledt navn
Ramsteinulykken var ophav til det oprindelige navn for den tyske gruppe Rammstein: Rammstein-Flugschau (Rammstein-flyopvisning).

## Eksterne links
- Wikimedia Commons har flere filer relateret til Flyulykken ved Ramstein Air Base
- West Germany Hellfire from The Heavens, artikel i Time Magazine, 12.09.1988 Arkiveret 31. oktober 2012 hos  Wayback Machine

| Luftfart | Spire Denne artikel om flyvning er en spire som bør udbygges. Du er velkommen til at hjælpe Wikipedia ved at udvide den. |

49°26′18″N 7°36′13″Ø / 49.438333333333°N 7.6036111111111°Ø